# Santo Antônio do Jardim
Santo Antônio do Jardim is een gemeente in de Braziliaanse deelstaat São Paulo. De gemeente telt 5.785 inwoners (schatting 2009).

## Aangrenzende gemeenten
De gemeente grenst aan Espírito Santo do Pinhal, São João da Boa Vista, Albertina (MG) en Andradas (MG).